# Balise des Morées
La balise des Morées est située à Saint-Nazaire dans le département de la Loire-Atlantique en France.
Elle fait l’objet d’une inscription au titre des monuments historiques depuis le 22 novembre 2011.